# Letonia en los Juegos Olímpicos de Sídney 2000
Letonia estuvo representada en los Juegos Olímpicos de Sídney 2000 por un total de 45 deportistas que compitieron en 13 deportes.  
El portador de la bandera en la ceremonia de apertura fue el atleta Voldemārs Lūsis.

## Medallistas
El equipo olímpico letón obtuvo las siguientes medallas:
| Nombre             | Deporte            | Competición    |
| ------------------ | ------------------ | -------------- |
| Oro                |                    |                |
| Igors Vihrovs      | Gimnasia artística | Suelo M        |
| Plata              |                    |                |
| Aigars Fadejevs    | Atletismo          | 50 km marcha M |
| Bronce             |                    |                |
| Vsevolods Zeļonijs | Judo               | –73 kg M       |